# 海援隊 ゴールデン☆ベスト〜エレック・セレクション〜
『海援隊 ゴールデン☆ベスト〜エレック・セレクション〜』は、海援隊のベストアルバム。

## 解説
- エレックレコード在籍時の頃の楽曲が収録されているベストアルバム。
- エレック時代の作品のみ収録されているため「贈る言葉」・「あんたが大将」などは収録されていない。

## 収録曲

### Disc 1
1. ほととぎす
  - 作詞・作曲：井上陽水
2. 僕疲れたよ
  - 作詞・作曲：秋吉圭介、補作詞：千葉和臣
3. 青春流れ旅
  - 作詞：武田鉄矢、作曲：不詳
4. ここからどこへ
  - 作詞：武田鉄矢、作曲：中牟田俊男
5. 故郷未だ忘れ難く
  - 作詞：武田鉄矢、作曲：中牟田俊男
6. 風は春風
  - 作詞：海援隊、作曲：千葉和臣
7. さすらいの譜
  - 作詞：武田鉄矢、作曲：千葉和臣
8. 恋挽歌
  - 作詞：武田鉄矢、作曲：千葉和臣
9. あなたへのロック
  - 作詞：武田鉄矢、作曲：千葉和臣

### Disc 2
1. 節子への手紙
  - 作詞：山田みやこ、作曲：千葉和臣
2. 荒野より
  - 作詞：武田鉄矢、作曲：武田鉄矢・中牟田俊男
3. しぐれ坂ブルース
  - 作詞：門谷憲二、作曲：千葉和臣
4. 心を石に
  - 作詞：武田鉄矢、作曲：中牟田俊男
5. 君のお家が遠くなって
  - 作詞：武田鉄矢、作曲：仲井戸麗市
6. ミスターポーズマン（かっこうばかりの野郎）
  - 作詞：武田鉄矢、作曲：千葉和臣
7. 蝉
  - 作詞・作曲：山木康世
8. 風だけが激しく
  - 作詞：武田鉄矢、作曲：武田鉄矢・中牟田俊男
9. さよなら
  - 作詞・作曲：井上良介
10. 母に捧げるバラード
  - 作詞：武田鉄矢、作曲：海援隊

| スタブアイコン | サブスタブ | この項目は、まだ閲覧者の調べものの参照としては役立たない、アルバムに関連した書きかけの項目です。この項目を加筆・訂正などしてくださる協力者を求めています（P:音楽/PJ:アルバム）。 |